# Dialoghi del presente
Dialoghi del presente è l'unico album in studio del compositore napoletano Luciano Cilio.

## Il disco
L'album presenta l'inizio e la fine della carriera del musicista napoletano quale, dopo la sua "dipartita" finì per essere coinvolto in alcuni eventi artistici molto importanti tenuti a Napoli. Nonostante il genere del disco sia molto più puntato sullo sperimentale, tutt'oggi l'album vien riconosciuto come progressivo da parte degli amanti del genere.
Uscito in vinile nel 1977, l'album venne pubblicato per la prima volta in CD nel 2004, mentre nel 2013 è uscita una ristampa che prende il nome della quarta traccia "Dell'Universo Assente", con l'aggiunta di alcuni brani inediti.

## Tracce
1. Primo Quadro "Della Conoscenza" – 7:56
2. Secondo Quadro – 5:18
3. Terzo Quadro – 2:14
4. Quarto Quadro "Dell'Universo Assente" – 8:50
5. Interludio – 5:27